# Listowel
Listowel (iriska: Lios Tuathail, ”Tuthails fort”) är en handelsstad i grevskapet Kerry på Irland, som är belägen vid floden River Feale, 28 km  från staden Tralee.
Befolkningen i Listowel uppgår till 22 668 personer (staden och omkringliggande landsbygd); staden själv har en befolkning på 4 820 (2017).
En berömd hästtävling äger rum här årligen, vanligtvis under sista veckan av september.
Listowel är också känt för att anordna en årlig författarvecka. Ett antal kända författare har bott här, till exempel John B. Keane och Brian McMahon.

## Geografi
Listowel ligger längs vägen N69 som går från Limerick via Foynes till Tralee. Daglig buss går till Tralee, Cork, och Limerick. Närmsta järnvägsstation är Tralee. Staden var ansluten till både Tralee och Limerick med järnväg, tills linjen stängdes på 1970-talet.

## Historia
Listowel spelar en unik roll i Irlands järnvägshistoria. I Listowel fanns nämligen världens första monorailsystem. Lartigue-systemet anslöt staden till Ballybunion, med ett ånglok med två ångpannor som hängde över en monorail. Vagnarna, med en kupé på var sida om spåret, måste balanseras. Om en ko skulle åka till marknaden, skickade man också med två kalvar för att balansera kon på andra sidan. Kalvarna skickades sedan tillbaka, på var sin sida om spåret. Järnvägen skadades allvarligt under det irländska inbördeskriget och stängdes 1925 men ett återuppbyggt 500 meter långt avsnitt av järnvägen har återöppnats som museijärnväg.
Ruinen efter ett slott från 1400-talet har byggts upp och slottet är nu en turistattraktion i Listowel. Slottet tillhörde tidigare Fitzmaurices of Duagh. Det har gett upphov till titeln Earl of Listowel.